# Vinter (nordisk mytologi)
 For alternative betydninger, se Vinter (flertydig). (Se også artikler, som begynder med Vinter)
I nordisk mytologi er Vinter søn af Vindsval og sønnesøn af Vårsud. Er den svorne fjende af Sommer.